# 汪守珍
汪守珍（1875年—1946年），字聘耕，男，安徽婺源（今属江西）人，中华民国政治人物，曾任北洋政府国务院秘书长。